# 文山八角
文山八角（学名：Illicium tsaii）是八角茴香科八角属的植物，是中国的特有植物。分布于中国大陆的云南等地，生长于海拔1,800米至2,000米的地区，一般生长在林中或沟边，目前尚未由人工引种栽培。